# Gilbert Duclos-Lassalle
Gilbert Duclos-Lassalle (ur. 25 sierpnia 1954 w Lembeye) – francuski kolarz szosowy, startował w zawodowym peletonie w latach 1977–1995. 
Największymi sukcesami kolarza były dwa zwycięstwa w prestiżowym, bardzo trudnym wyścigu Paryż-Roubaix. Dwukrotnie wygrywał również klasyk Grand Prix Ouest France-Plouay, jeden raz Paryż-Nicea, Bordeaux-Paryż i Grand Prix du Midi Libre. Wielokrotnie startował w Tour de France, jednak nigdy nie udało mu się zająć miejsca w czołowej "dwudziestce" kolarzy w klasyfikacji generalnej.
Jego syn Hervé Duclos-Lassalle jest kolarzem zawodowym w grupie Cofidis.

## Najważniejsze zwycięstwa i sukcesy
- 1980
  - 1. Paryż-Nicea
  - 2. Paryż-Roubaix
- 1981
  - Grand Prix Ouest France-Plouay
- 1982
  - etap w Critérium International
  - 2. Paryż-Nicea
- 1983
  - 1. Bordeaux-Paryż
  - 1. Grand Prix de Fourmies
- 1984
  -  mistrzostwo kraju
- 1985
  - 2. Bordeaux-Paryż
- 1987
  - Grand Prix Ouest France-Plouay
- 1989
  - 1. Route du Sud
- 1991
  - 1. Grand Prix du Midi Libre
- 1992
  - 1. Paryż-Roubaix
- 1993
  - 1. Paryż-Roubaix
  - etap w Critérium du Dauphiné Libéré
- 1994
  - etap w Route du Sud
- 1995
  - etap w Ronde van Nederland